# Austrocercella mariannae
Austrocercella mariannae är en bäcksländeart som beskrevs av Joachim Illies 1975. Austrocercella mariannae ingår i släktet Austrocercella och familjen Notonemouridae. Inga underarter finns listade i Catalogue of Life.